# St James's
St James's es un barrio (district) central en Londres en la ciudad de Westminster, formando parte del West End. En el siglo XVII la zona se desarrolló como un lugar residencial para la aristocracia británica y alrededor del siglo XIX formó el centro del desarrollo de clubes de caballeros. Antiguamente parte de la parroquia de St Martin-in-the-Fields, gran parte de ella formó la parroquia de St James desde 1685 hasta 1922. Desde la Segunda Guerra Mundial la zona ha pasado de ser residencial a ser de uso comercial.

## Historia

### Toponimia
El nombre deriva de la dedicación de un hospital de leprosos a Santiago (en inglés, Saint James). El lugar del hospital está hoy ocupado por el Palacio de St. James. Se ha conocido a esta zona como Clubland debido a la presencia histórica de clubes de caballeros.

### Desarrollo urbano
St James's fue en el pasado parte del mismo parque real que Green Park y St. James’s Park. En la década de los años 1660, Carlos II otorgó el derecho a desarrollar la zona a Henry Jermyn, primer conde de St Albans, que pasó a desarrollarlo como una zona residencial predominantemente aristocrática con una red de calles centradas en torno a St. James Square. Hasta la Segunda Guerra Mundial, St James's siguió siendo uno de los más exclusivos enclaves residenciales de Londres. Entre las residencias famosas de St James's se encuentran el Palacio de St. James, Clarence House, Marlborough House, Lancaster House, Spencer House, Schomberg House y Bridgewater House.

## Geografía
Limita al norte con Piccadilly, al oeste con Green Park, al sur con The Mall y St. James’s Park y al este por Haymarket.
Entre las calles destacadas se encuentran:
- St. James Square, que conserva gran parte de sus casas originales, pero se usa principalmente como oficinas. La Biblioteca de Londres se encuentra aquí.
- Jermyn Street, una calle de tiendas al por menor conocida sobre todo por sus sastres de camisas y tiendas que ofrecen ropa elegante para caballero.
- Pall Mall, que contiene muchos de los más antiguos clubes de caballeros de Londres.
- Haymarket fue en el pasado el centro más conocido de prostitución en Londres, pero no queda rastro de esto actualmente. Contiene dos de los más históricos teatros de Londres, el Teatro Haymarket y Her Majesty's Theatre.
- Carlton House Terrace, un par de grandes edificios en hilera diseñados por John Nash que dan a St. James’s Park.
- St James's Street que va desde Piccadilly hasta el Palacio de St James's.

## Para saber más
- Timbs, John (1867). «St. James's». Curiosities of London (2.ª edición). Londres: J.C. Hotten. OCLC 12878129.